# 러브렉트
《러브렉트》(영어: Love Wrecked, 해외 시장 제목은 영어: Temptation Island)는 미국에서 제작된 랜들 클라이저 감독의 2005년 모험 로맨틱 코미디 영화이다. 어맨다 바인스 등이 출연하였고, 조 앤더슨 등이 제작에 참여하였다.

## 출연진
- 어맨다 바인스
- 크리스 카맥
- 조너선 베넷
- 제이미린 시글러
- 프레드 윌러드
- 랜스 배스
- 앨폰소 리베이로
- 캐시 그리핀
- 재키 롱

## 기타 제작진
- 총괄 제작: 제임스 랜스 배스
- 공동 제작: 댄 캐츠먼
- 협력 제작: 필립 홀, 터마라 스투파리치 데라바라
- 배역: 낸시 네이어, 켈리 와그너
- 미술: 데이미언 번
- 세트: 제리 델모니코
- 의상: 팀 채플
- 스턴트: 조이 벨